# El Ouinet
El Ouinet (em árabe: العوينات) é uma comuna localizada na província de Médéa, Argélia. De acordo com o censo de 2008, a população total da cidade era de 4 186 habitantes.